# Sucroferric oxyhydroxide
Sucroferric oxyhydroxide (tên thương mại Velphoro) là một chất kết dính phosphat không chứa calci, sắt được sử dụng để kiểm soát nồng độ phosphor huyết thanh ở bệnh nhân trưởng thành mắc bệnh thận mạn tính (CKD) khi chạy thận nhân tạo (HD) hoặc lọc màng bụng (PD). Nó được sử dụng ở dạng viên nhai.

## Sử dụng trong y tế
Sucroferric oxyhydroxide được Cơ quan Quản lý Thực phẩm và Dược phẩm Hoa Kỳ (FDA) và Cơ quan Dược phẩm Châu Âu (EMA) phê chuẩn để kiểm soát nồng độ phosphor huyết thanh ở bệnh nhân mắc bệnh thận mãn tính (CKD) khi lọc máu.

## Tác dụng phụ
Các phản ứng bất lợi được báo cáo thường xuyên nhất được báo cáo từ các thử nghiệm là tiêu chảy và phân đổi màu. Phần lớn các tác dụng phụ ở đường tiêu hóa xảy ra sớm trong quá trình điều trị và giảm dần theo thời gian khi tiếp tục dùng thuốc.

## Tương tác
Các nghiên cứu tương tác thuốc và phân tích sau đại học của các nghiên cứu giai đoạn 3 cho thấy không có tương tác lâm sàng của sucroferric oxyhydroxide với phơi nhiễm toàn thân với losartan, furosemide, omeprazole, digoxin và warfarin, tác dụng hạ lipid của statin, và thuốc chủ vận thụ thể vitamin D đường uống.  Theo nhãn Châu Âu (Tóm tắt Đặc tính Sản phẩm), các sản phẩm thuốc được biết là tương tác với sắt (ví dụ doxycycline) hoặc có khả năng tương tác với Velphoro nên được dùng ít nhất một giờ trước hoặc hai giờ sau Velphoro. Điều này cho phép oxyhydroxide sucroferric liên kết phosphat như dự định và được bài tiết mà không tiếp xúc với thuốc trong ruột mà nó có thể tương tác. Theo thông tin kê đơn của Hoa Kỳ, Velphoro không nên được kê đơn với levothyroxin uống. Sự kết hợp của sucroferric oxyhydroxide và levothyroxine bị chống chỉ định vì oxyhydroxide sucroferric có chứa sắt, có thể khiến levothyroxin không thể hòa tan trong ruột, do đó ngăn cản sự hấp thu của levothyroxin trong ruột.

## Tăng phospho máu
Ở một người khỏe mạnh, nồng độ phosphate huyết thanh bình thường được duy trì nhờ sự điều hòa của chế độ ăn uống, hình thành và tái hấp thu xương, cân bằng với các cửa hàng nội bào và bài tiết qua thận. Khi chức năng thận bị suy giảm, sự bài tiết phosphate bị suy giảm. Nếu không được điều trị cụ thể, chứng tăng phosphate huyết xảy ra gần như phổ biến, mặc dù hạn chế phosphat trong chế độ ăn uống và điều trị lọc máu thông thường. Ở những bệnh nhân đang lọc máu, chứng tăng phospho máu là một yếu tố nguy cơ độc lập đối với gãy xương, bệnh tim mạch và tử vong. Những bất thường trong chuyển hóa phosphat như tăng phospho máu được bao gồm trong định nghĩa của bệnh thận mạn tính mới, bệnh rối loạn khoáng và xương (CKD-MBD).

## Cơ cấu và cơ chế hoạt động
Sucroferric oxyhydroxide bao gồm lõi sắt đa nhân (III) -oxyhydroxide được ổn định với vỏ carbohydrate bao gồm sucrose và tinh bột. Vỏ carbohydrate ổn định lõi sắt (III) -oxyhydroxide để bảo toàn khả năng hấp phụ phosphat.
Phosphate chế độ ăn uống liên kết mạnh với oxyhydroxide sucroferric trong đường tiêu hóa (GI). Phosphate liên kết được loại bỏ trong phân và do đó ngăn chặn sự hấp thụ vào máu. Hậu quả của việc giảm hấp thu phosphate trong chế độ ăn uống, nồng độ phosphor huyết thanh bị giảm.

## Khả năng nhai
Khả năng nhai của oxyhydroxide sucroferric so sánh với Calcimagon, một viên thuốc chứa calci được sử dụng như một tiêu chuẩn cho khả năng nhai rất tốt. Viên nén của oxyhydroxide sucroferric dễ dàng tan rã trong nước bọt nhân tạo.

## Hiệu quả và liên kết phosphat
Các nghiên cứu lâm sàng giai đoạn 3 cho thấy rằng oxyhydroxide sucroferric đạt được và duy trì nồng độ phosphate tuân thủ các hướng dẫn của KDOQI. Việc giảm nồng độ phosphate trong huyết thanh của bệnh nhân được điều trị bằng oxyhydroxide sucroferric không thua kém so với bệnh nhân được điều trị bằng sevelamer. Gánh nặng thuốc cần thiết hàng ngày thấp hơn với oxyhydroxide sucroferric.
Oxyhydroxide Sucroferric liên kết phosphat trong điều kiện dạ dày trống rỗng và đầy đủ và trên phạm vi pH liên quan đến sinh lý của đường tiêu hóa.
Trong một nghiên cứu hồi cứu trong thế giới thực, bệnh nhân thẩm phân phúc mạc tăng phospho máu được chỉ định chuyển sang sử dụng oxyhydroxide sucroferric từ sevelamer, lanthanum carbonate hoặc calci acetate đã giảm đáng kể nồng độ phospho huyết thanh hàng ngày, giảm 53%.